# فيض أباد القديمة (تيرجرد)
فيض أباد القديمة (بالفارسية: فیض‌آباد کهنه) هي قرية تقع في إيران في قسم تيرجرد الريفي. يقدر عدد سكانها بـ 255 نسمة .